# Lista de heresias católicas
Esta é uma lista de heresias cristãs segundo a Igreja Católica Romana, abrangendo uma série de seitas, movimentos e denominações dissidentes consideradas heréticas pelo Magistério católico ao longo de sua história. Muitas dessas heresias foram alvos de condenações e excomunhões por meio de Concílios ou por decretos dos papas. Na Baixa Idade Média, algumas sofreram perseguições religiosas, inclusive por meio da Inquisição, que julgava e executava os acusados de heresia.
O termo "heresia" geralmente se refere às crenças que foram declaradas anátemas pela Igreja Católica antes do Grande Cisma (1054). Após o cisma, tanto a Igreja Católica e a Igreja Ortodoxa continuaram a utilizar o termo para identificar o que é considerado heterodoxo em termos de crenças e práticas. Igrejas protestantes também têm usado o termo contra indivíduos e grupos considerados heréticos por essas igrejas, a falta de uma autoridade central doutrinária significa que crenças, muitas vezes, não são unanimemente consideradas heréticas da perspectiva protestante.

## Origem
Tradicionalmente os adeptos da ortodoxia, a consideraram uma linhagem pura da tradição de fé que remonta aos apóstolos, sendo que os primeiros Padres da Igreja a denominaram de Católica ("Universal"), como sendo a "Igreja total, perfeita (na verdade e na união com Cristo)". Outras formas de cristianismo eram vistos como fluxos desviantes do pensamento e, portanto, "heterodoxos" ou "heréticos".
A ortodoxia seria guardada especialmente pelo magistério do bispo local, e pelo Bispo de Roma, que por ser o ocupante da "Cátedra de São Pedro", teria um carisma especial no governo da Igreja Universal. Desde a igreja primitiva existiram diversos grupos que foram classificados como heréticos, que, por sua vez, reivindicavam que eles teriam guardado a verdadeira tradição apostólica.
Em 1934, O historiador Walter Bauer, publicou a obra: "Rechtgläubigkeit und im Ketzerei altesten Christentum" ("Ortodoxia e heresia no cristianismo antigo"), na qual sustentou que, na época do cristianismo primitivo, a influência do Bispo de Roma era limitada, e defendeu que cidades como Edessa e outras no Egito, tiveram pouca comunicação com Roma durante o século II.
Os estudiosos modernos têm tido divergências. Alguns estudiosos sustentam claramente as conclusões. Bauer e outros manifestaram preocupações sobre seu possível viés. Respostas mais moderadas tornaram-se proeminentes, mas a teoria de Bauer é geralmente aceita. [carece de fontes?] No entanto, os estudiosos modernos têm criticado e atualizado o modelo de Bauer.

## Cristianismo primitivo
Costuma-se classificar as heresias que surgiram na época do cristianismo primitivo, em três grupos:
1. Trinitárias/Cristológicas
2. Gnósticas;
3. outras heresias.

| Heresia                         | Descrição | Origem | Outros |
| ------------------------------- | --- | --- | --- |
| Antinomianismo                  | A ideia de que não há nenhuma obrigação de obedecer a legislação de ética ou moralidade, tal como apresentado por autoridades religiosas | | Poucos grupos reivindicaram realmente serem antinomianos, e o termo tem sido muitas vezes utilizado por um grupo do cristianismo para criticar outros pontos de vista sobre a relação da fé versus obediência à lei moral na determinação da salvação. |
| Audianismo ou Antropoformismo   | A crença de que Deus tem forma humana (antropomorfismo) e que se deveria comemorar a morte de Jesus durante a Páscoa judaica (quartodecimanismo). | Nomeado pelo líder da seita, Audius (ou Audaeus), um sírio que viveu no século IV. | |
| Novacianismo                    | Se recusavam a readmitir em comunhão os lapsi - os cristãos batizados que tinham renegado a sua fé e realizado sacrifícios aos deuses pagãos | Foi um movimento durante o cristianismo primitivo formado pelos seguidores de Novaciano | Fora estes pontos, as demais práticas dos novacianos eram idênticas às da Igreja. Acredita-se que o próprio Novaciano tenha sido martirizado durante a perseguição aos cristãos do imperador Valeriano (253 - 260). |
| Donatismo                       | Donatistas eram rigorosos, sustentando que a Igreja deveria ser uma igreja de santos, sem pecadores, e que os sacramentos, como o batismo, administrado pelos traditores (cristãos que renderam as Escrituras para as autoridades que proibiram a posse delas) eram inválidos. | Nomeado pelo cristão berbere Donato de Casa Nigra | Os donatistas eram ainda uma força no momento de Santo Agostinho de Hipona no final do século IV, e desapareceram após a conquista árabe do século VII e VIII. |
| Ebionismo                       | A seita judaica que insistiu na necessidade de seguir a lei judaica e ritos religiosos que interpretadas à luz de Jesus expondo da lei Consideravam Jesus como o Messias, mas não como divino. Os ebionitas reverenciavam seu primo San’Tiago, o Justo como o chefe da Igreja de Jerusalém e rejeitaram São Paulo de Tarso como um apóstata «da lei». Seu nome sugere que eles colocaram um valor especial sobre a pobreza religiosa. | | Em 375, Epifânio registra a liquidação de ebionitas em Chipre, mas por meados do século V, Teodoreto informou que eles não estavam mais presentes na região Alguns estudiosos afirmam que os ebionitas sobreviveram muito mais tempo e identificam-os com uma seita encontrada pelo historiador Abd al-Jabbar em torno do ano 1000. Outra possível referência à sobrevivência das comunidades ebionitas no noroeste da Arábia, especificamente nas cidades de Taima e Tilmas, todo o século XI é feita pelo rabino Benjamin de Tudela. O historiador muçulmano Muhammad al-Shahrastani do século XII, menciona os judeus que vivem em Medina próxima Hejaz que aceitaram Jesus como uma figura profética e seguido o judaísmo tradicional, rejeitando a corrente principal cristã. |
| Luciferianismo                  | é uma doutrina esotérica e gnóstica, filosófica no caso de ordens secretas e, em alguns casos, religiosa como em algumas religiões minoritárias da atualidade, baseada na figura de Lúcifer, que por sua vez é considerado como portador da Luz do intelecto. | O luciferianismo é um antigo culto de mistérios que tem origem nos cultos de adoração às serpentes. | Religião Wicca - A Bruxaria Pagã - através da identificação de Lúcifer como uma das manifestações do Deus sol (o Consorte da Deusa). Alguns grupos pagãos reconhecem Lúcifer como sendo parte do panteão pagão. É interessante destacar que Lúcifer, neste contexto, está totalmente desvinculado da mitologia cristã, que associa a figura de Lúcifer ao "diabo". |
| Marcionismo                     | Um cristianismo primitivo dualista. Os marcionitas afirmavam Jesus Cristo como o salvador enviado por Deus e o apóstolo Paulo como seu chefe, mas rejeitavam a Bíblia Hebraica e Javé. Marcionistas acreditavam que o colérico Deus hebraico era uma entidade separada e menor do que o misericordioso Deus do Novo Testamento. Esta opinião foi de certa forma semelhante à teologia cristã gnóstica, mas de outras maneiras diferentes. | Originada nos ensinamentos de Marcião de Sinope em Roma por volta do ano 144. | O marcionismo continuou no Ocidente por 300 anos, embora as ideias marcionisticas persistiram por muito mais tempo. O Marcionismo continuou no Oriente durante alguns séculos mais tarde, especialmente fora do Império Bizantino em áreas que mais tarde viria a ser dominada pelo maniqueísmo. O principal texto marcionita era o Evangelho de Marcião, uma revisão do Evangelho segundo São Lucas, adequada à teologia de Marcião. |
| Milenarismo                     | Crença de certas denominações religiosas cristãs de que haverá um Era dourada ou Paraíso na Terra em que "Cristo vai reinar", antes do juízo final e o estado futuro eterno (os Novos Céus e Nova Terra). O milenarismo é uma forma específica de milenarianismo, com base em um ciclo de mil anos. | Essa crença é obtida principalmente a partir do Livro do Apocalipse de São João 20,1-6. | |
| Montanismo                      | A opinião dos montanistas contrastam com o cristianismo ortodoxo das seguintes maneiras: - A crença de que as profecias dos montanistas anulam e cumprem as doutrinas proclamadas pelos Apóstolos. - O incentivo de profetizar em êxtase, contrastando com a abordagem mais sóbria e disciplinada para a teologia dominante no cristianismo ortodoxo na época e desde então. - A visão de que os cristãos que caíram em desgraça não poderiam ser resgatados, também em contraste com a visão cristã ortodoxa da contrição que poderia levar à restauração do pecador à igreja. - A forte ênfase na prevenção do pecado e da disciplina da igreja do que no cristianismo ortodoxo. Eles enfatizaram a castidade, inclusive proibindo casamento. - Alguns dos montanistas também foram "quatrodecimanos", preferindo celebrar a Páscoa na data do calendário hebraico, de 14 de Nisan, independentemente de qual dia da semana. A ortodoxia decidiu que a Páscoa deveria ser comemorada no domingo seguinte a 14 de Nisan. | Nome de seu fundador Montano, o montanismo originou em Hierápolis. Espalhou-se rapidamente para outras regiões do Império Romano durante o período de antes do cristianismo era geralmente tolerado ou legalizado. | Embora os ortodoxos (Igreja cristã dominante) prevaleceram contra o montanismo dentro de algumas gerações, a rotulagem de heresia, a seita persistiu em alguns locais isolados no século VIII. |
| Pelagianismo / Semipelagianismo | Crença de que o pecado original não contaminou a natureza humana e mortal, que ainda é capaz de escolher o bem ou o mal sem o auxílio divino. | Nomeado após Pelágio (354 d.C. - 420 d.C. ou 440 d.C.). | O Pelagianismo foi condenado como heresia no Primeiro Concílio de Éfeso em 431. O Semipelagianismo foi condenado no Concílio de Orange de 529. |
|                                 | | | |

## Gnosticismo
O gnosticismo refere-se a diversos movimentos religiosos sincretistas que consiste de vários sistemas de crenças em geral, unidas no ensino que os humanos são almas divinas aprisionadas em um mundo material criado por um deus imperfeito, o demiurgo, que é frequentemente identificado com o Deus de Abraão. O gnosticismo é uma rejeição (por vezes de uma perspectiva ascética) e aviltamento do corpo humano e do mundo material ou cosmos. O gnosticismo ensina a dualidade Material (Matéria/mal) versus o espirito ou alma (bom). O gnosticismo ensina que o mundo natural ou material pode e deve ser destruído (aniquilação total) pelo espiritual verdadeiro Deus, a fim de libertar a humanidade do reino do Deus falso ou Demiurgo.
Um equívoco comum é causado pelo fato de que, no passado, "gnóstico" tinha um significado semelhante ao uso corrente da palavra místico. Havia alguns cristãos ortodoxos que, como os místicos (no sentido moderno) ensinaram gnose (conhecimento do Deus ou do Bem) que poderiam ser chamados gnósticos no sentido positivo (por exemplo, Diádoco de Fotique).
Considerando que anteriormente o gnosticismo foi considerado principalmente uma corrupção do cristianismo, agora parecem claro que os traços de sistemas gnósticos podem ser discernidos alguns séculos antes de Cristo. Gnosticismo pode ter sido mais cedo do que o primeiro século, portanto, anterior a Jesus Cristo. Em seguida, continuando no Mediterrâneo e no Oriente Médio antes e durante o segundo e terceiro séculos. O gnosticismo tornou-se uma heresia dualista ao judaísmo (ver: Notzrim), o cristianismo e a filosofia helênica em áreas controladas pelo Império Romano e godos arianos (ver: Hunerico), e do Império Sassânida. A conversão ao islamismo e a Cruzada Albigense (1209-1229) reduziu muito o número restante de gnósticos em toda a Idade Média, apesar de algumas comunidades isoladas continuarem a existir até ao presente. Ideias gnósticas se tornaram influente na filosofia de vários movimentos esotéricos místicos do final do século XIX e XX na Europa e América do Norte, incluindo alguns que explicitamente se identificam como revivais ou mesmo continuações dos grupos gnóstico anteriores.
| Heresia                 | Descrição | Origem | Outras |
| ----------------------- | --- | --- | --- |
| Euquitas ou messalianos | Crença de que: 1. A essência (ousia) da Trindade pode ser percebida pelos sentidos carnais. 2. O Deus Tríplice se transformou em um único hipóstase (substância) a fim de unir-se com as almas dos perfeitos. 3. Deus tomou formas diferentes, a fim de revelar-se aos sentidos. 4. Só essas revelações sensatas atribuem a perfeição de Deus sobre o cristão. 5. O estado de perfeição, a liberdade do mundo e da paixão, é, portanto, alcançada apenas por meio da oração, e não através da Igreja, batismo e ou qualquer dos sacramentos, que não têm efeito sobre as paixões ou a influência do mal na alma (daí o nome de " Euquitas", que significa "Aqueles que rezam"). | Originária da Mesopotâmia, se espalharam para Ásia Menor e Trácia. O grupo continuou a existir por vários séculos, influenciando os bogomilos da Bulgária, cujo nome parece ser uma tradução de "Massaliano" e, assim, a igreja da Bósnia, os paterenes e catarismo. Até ao século XII, a seita chegou a Boêmia e Alemanha.                                                                               | Eles foram condenados como heréticos pelo Concílio de Trier (1231). |
| Joanitas                | Uma seita gnóstica que rejeitou a Jesus Cristo e, em vez pôs como o verdadeiro Salvador, João Batista. | | Alguns descendentes originais dos adeptos desta doutrina são os mandeístas |
| Mandeísmo               | De teologia estritamente dualista, descreve a divisão entre luz e trevas, Sizígia e que o Torá é o mal. | Há provavelmente entre 60 000 e 70 000 madianitas em todo o mundo, e até a Guerra do Iraque em 2003, quase todos eles viviam no Iraque. A Guerra do Iraque 2003 reduziu a população de madianitas iraquianos para cerca de 5.000 em 2007. A maioria dos madianitas iraquianos fugiram para a Síria e a Jordânia sob a ameaça de violência por parte de extremistas islâmicos e as turbulências da guerra. | |
| Maniqueísmo             | A principal religião dualista afirmando que o bem e o mal são igualmente poderosos, e que as coisas materiais são más. O grupo também está associado com o gnosticismo através do seu grupo de origem, o mandeísmo | Fundado em 210-276 dC, por Maniqueu | Mani era parte dos Mandeanos antes de fundar sua própria seita. Prosperou entre os séculos III e VII, e no seu auge foi uma das religiões mais difundidas no mundo. Igrejas maniqueístas e escrituras existiam do Extremo Oriente como China e tão longe como o Império Romano. O maniqueísmo parece ter morrido antes do século XVI, no sul da China.                                                                         |
| Paulicianismo           | Uma seita gnóstica e dualista | O fundador da seita é dito ter sido um armênio pelo nome de Constantino, que veio de Mananali, uma comunidade perto de Samósata. | |
| Priscilianismo          | Uma seita gnóstica e maniqueísta | Fundada no século IV por Prisciliano, derivado de doutrinas do gnosticismo-maniqueísmo ensinadas por Marcus de Mênfis. | Prisciliano foi condenado à morte pelo imperador Graciano pelo crime de magia. Após a morte de Prisciliano e seus seguidores, no entanto, os números e zelo dos hereges só aumentaram durante o quinto século, apesar dos esforços para impedi-lo, incluindo a convocação de concílios em 446 e 447. No século VI, o Priscilianismo começou a declinar e morreu logo depois, após o Sínodo de Braga, que foi realizado em 563. |
| Naassenos               | Uma seita gnóstica de cerca de 100 d.C. | Os naassenos alegaram ter sido ensinados as suas doutrinas por Mariamne, um discípulo de Tiago, o Justo. | |
| Notzrim                 | Em livros de ficção cristãos depreciativos, a respeito de Jesus como uma invenção literária (Msiha kdaba) de Paulo de Tarso, | | Surgido no final do século I como os mandeístas |
| Setianos                | Uma seita gnóstica que ensinou que a serpente no Jardim do Éden era um agente do verdadeiro Deus, que trouxe o conhecimento da verdade para o homem através da queda do homem. Seitas gnósticas menores, como os setianos chamam a sua origem a partir dos ofitas | Seita Síria | Seita é fundada por volta do Apocalipse de Adão. |
| Ofitas                  | Crença de que a serpente que tentou Adão e Eva foi um herói, e que o Deus que proibiu Adão e Eva de comer da árvore do conhecimento é o inimigo. | | |
| Valentianismo           | Uma seita gnóstica e dualista | Seita gnóstica fundada pelo ex-bispo católico Valentino | |

## Cristológicas
A cristologia está preocupada com a natureza de Jesus Cristo, sobretudo com a forma como o divino e o humano estão relacionadas em sua pessoa. A cristologia está geralmente menos preocupada com os detalhes da vida de Jesus do que com a forma como o humano e o divino co-existem em uma pessoa. Embora este estudo da inter-relação dessas duas naturezas, seja o fundamento da cristologia, alguns sub-temas essenciais no campo da cristologia incluem:
- Encarnação,
- Ressurreição,
- e a obra salvífica de Jesus (conhecido como soteriologia).

A cristologia está relacionada a questões relativas à natureza de Deus como Trindade, unitarismo ou binitarianismo. No entanto, a partir de uma perspectiva cristã, estas questões estão preocupadas com a forma como as pessoas divinas relacionam entre si, enquanto que a cristologia está preocupada com o encontro do ser humano (Filho do Homem) e divino (Filho de Deus), na pessoa de Jesus.
Ao longo da história do cristianismo, questões cristológicas têm sido muito importantes na vida da Igreja. A cristologia foi uma preocupação fundamental do Primeiro Concílio de Niceia (325 d.C.) até ao Terceiro Concílio de Constantinopla (680 d.C.). Neste período, os pontos de vista cristológicos de vários grupos dentro da comunidade cristã mais ampla levaram a acusações de heresia, e, raramente, a posterior perseguição religiosa. Em alguns casos, a cristologia original de uma seita é a sua principal característica distintiva, nestes casos, é comum que a seita a ser conhecida pelo nome dado a sua cristologia.
A doutrina ortodoxa, tal como se desenvolveu, é que Cristo era totalmente divino e ao mesmo tempo plenamente humano, e que as três pessoas da Trindade são co-iguais e co-eternas. Esta posição foi contestada no século IV por Ário. O arianismo considerou que Jesus, embora não seja meramente mortal, não foi eternamente divino e era, portanto, de menor status do que Deus, o Pai (João 14:28). O trinitarismo declarou que Deus Pai, Deus Filho e o Espírito Santo são todos rigorosamente um ser com três hipóstases. Muitos grupos de crenças dualistas, afirmando que na realidade era composta em duas partes radicalmente opostas: a matéria, normalmente vista como um mal, e o espírito, visto como bom. Outros sustentam que ambos os mundos, materiais e espirituais, foram criados por Deus e, portanto, o bem, e que esta foi representado no divino unificado e natureza humana de Cristo.
| Heresia                         | Descrição | Origem | Outras |
| ------------------------------- | --- | --- | --- |
| Adocionismo                     | algumas vezes chamado de monarquianismo dinâmico, é uma visão teológica não trinitária que professa que Jesus nasceu humano, tornando-se posteriormente divino por ocasião do seu batismo, quando foi adotado como filho de Deus. | Seus defensores mais conhecidos foram Teódoto de Bizâncio e Paulo de Samósata. | Foi declarado herético pelo Papa Vítor I em 190 |
| Arianismo                       | Apesar de acreditar na Preexistência de Cristo, negava a consubstancialidade entre Jesus e Deus Pai. Jesus então, seria subordinado a Deus Pai, sendo Ele (Jesus) não o próprio Deus em si e por si mesmo. Somente existiria um Deus e Jesus é seu filho e não o próprio Deus.                                                             | Em 319, Ário (c. 250–336 d.C.), que estudou com Luciano de Antioquia, que, por sua vez, fora influenciado por Paulo de Samósata, que foi acusado de ser um adepto do adocionismo, começou a defender essa doutrina. | Em 325, Ário foi condenado como herege no Primeiro Concílio de Niceia, mais tarde reabilitado e depois de sua morte, declarado herege novamente. |
| Apolinarianismo                 | Crença de que Jesus tinha um corpo e alma inferior (a sede das emoções) humana, mas uma mente divina. Apolinário ainda ensinou que as almas dos homens foram propagadas por outras almas, assim como seus corpos. | Proposta por Apolinário de Laodiceia (310 - 390), um ferrenho opositor do arianismo | Declarada como uma heresia em 381 pelo Primeiro Concílio de Constantinopla, que definiu a posição ortodoxa de que Cristo seria totalmente homem e totalmente Deus. Na época, alegou-se que seria uma forma de docetismo, condenável, pois se o divino afastasse a humanidade de Jesus, não haveria real possibilidade de provação ou avanço na humanidade de Cristo. |
| Docetismo                       | Crença de que o corpo físico de Jesus foi uma ilusão, como foi a sua crucificação, ou seja, Jesus apenas parecia ter um corpo físico e morreu fisicamente, mas na realidade ele era imaterial, um espírito puro e, portanto, não poderia morrer fisicamente.                                                                               | | O Docetismo foi rejeitado pelos concílios ecumênicos e pelo cristianismo, e em grande parte desapareceu durante o primeiro milênio. Movimentos gnósticos que sobreviveram passado esse tempo, como o catarismo, incorpora crenças do docetismo, mas esses movimentos seriam destruídos pela Cruzada Albigense (1209–1229). |
| Macedonianismo ou Pneumatomachi | Crença de que o Espírito Santo foi uma criação do Filho, e um servo do Pai e do Filho | Fundado no século IV pelo Bispo Macedônio I de Constantinopla | Professavam uma opinião semelhante à do arianismo, mas, aparentemente, negando a divindade do Espírito Santo, e quanto ao mérito de Jesus como sendo o mesmo em espécie, como a de Deus Pai. Isto é o que motivou a inclusão de "E no Espírito Santo, o Senhor, o Doador da vida, que procede do Pai, que com o Pai e o Filho é igualmente adorado e glorificado, que falou pelos Profetas", no Credo Niceno no segundo concílio ecumênico. Foram considerados como uma seita herética pela Igreja dominante. Os membros da seita eram também conhecidos como pneumatomachi, os "combatentes do espírito". |
| Monarquianismo                  | Enfatizou a indivisibilidade de Deus (Pai) em detrimento das outras pessoas da Trindade. | | |
| Monofisismo ou eutiquianismo    | Crença de que Cristo tem apenas uma natureza (divina), em oposição à posição do Concílio de Calcedônia, que sustenta que Cristo tem duas naturezas, uma divina e uma humana ou a posição do miafisismo que sustenta que a natureza humana e divina de Cristo foram unidas como um humano do ponto de natureza divina partir da Encarnação. | Depois que o nestorianismo foi rejeitado com o Primeiro Concílio de Éfeso, Eutiques surgiu com opiniões diametralmente opostas.                                                                                     | Eutiques foi excomungado em 448. O monofisismo e Eutiques foram rejeitados no Concílio de Calcedónia em 451. O monofisismo também é rejeitado pelas Igrejas ortodoxas orientais. |
| Monotelismo                     | Crença de que Jesus Cristo tinha duas naturezas, mas apenas uma vontade. Isto é contrário à interpretação ortodoxa da cristologia, que ensina que Jesus Cristo tem duas vontades (humana e divina), correspondentes a suas duas naturezas                                                                                                  | Originado na Armênia e Síria, em 633 | O monotelismo foi oficialmente condenado no Terceiro Concílio de Constantinopla (o sexto concílio ecumênico, 680-681). As igrejas em Constantinopla que condenaram incluem a Igreja Ortodoxa e a Igreja Maronita. Cristãos na Inglaterra rejeitaram a posição monotelita no Concílio de Hatfield em 680. |
| Nestorianismo                   | Crença de que Cristo existe como duas pessoas, o Jesus humano e o Filho de Deus divino ou Logos, em vez de duas naturezas (verdadeiro Deus e verdadeiro homem) de uma pessoa divina. | A doutrina é identificada com Nestório (c. 386–c. 451), Arcebispo de Constantinopla. | Esta visão de Cristo foi condenada no Primeiro Concílio de Éfeso em 431, e os conflitos sobre essa visão levou ao cisma nestoriano, separando a Igreja Assíria do Oriente da Igreja bizantina. |
| Patripassianismo                | Crença de que o Pai e o Filho não são duas pessoas distintas e, portanto, Deus, o Pai sofreu na cruz de Jesus. | | Semelhante ao sabelianismo |
| Psilantropismo                  | Crença de que Jesus é "meramente humano": quer que nunca se tornasse divino, ou que nunca existiu antes de sua encarnação como um homem. | | Rejeitado pelos concílios ecumênicos, especialmente no Primeiro Concílio de Niceia, que foi convocado para tratar diretamente da natureza da divindade de Cristo. |
| Sabelianismo                    | A crença de que o Pai, o Filho e o Espírito Santo são três aspectos de um único Deus, ao invés de três pessoas distintas em um Deus único. | | |

## Medieval
| Heresia                               | Descrição | Origem | Outras |
| ------------------------------------- | --- | --- | --- |
| Bogomilismo                           | A seita gnóstica dualista que foi ao mesmo tempo adocionista e maniqueísta. Suas crenças eram uma síntese do paulicianismo armênio e o movimento eslavo búlgaro de reforma da Igreja, | Imerso na Bulgária, entre 927 e 970 e espalhou-se no Império Bizantino, Sérvia, Bósnia e Herzegovina, Itália e França. | |
| Igreja Bósnia                         | | Presume-se que um ramo nativo dos bogomilos que existia na Bósnia durante a Idade Média. | A igreja já não existe e acredita-se que tenha desaparecido completamente durante a conquista otomana da Bósnia e Herzegovina. |
| Catarismo                             | O catarismo teve suas raízes no movimento pauliciano na Armênia e nos bogomilos da Bulgária, com quem os paulicianos se mesclaram, com uma forte influência dualista. Adotavam um modo de vidas ascético e sustentavam que o mundo físico era mau e criado por Rex Mundi, o deus do mundo, sendo adeptos de um deus de puro espírito. Negavam que Jesus poderia encarnar-se e continua a ser o filho de Deus. Sua concepção de Jesus se assemelhava ao sabelianismo, ao adocionismo e ao docetismo. Eram Antitrinitários, rejeitavam firmemente a Ressurreição de Jesus, o símbolo da cruz e os sacramentos da Igreja Católica, mas adotavam a imposição das mãos (Consolamentum) e acreditavam no Juízo Final. O único tipo de carne que consumiam era a de peixes e frutos do mar. Valorizavam a figura de Maria Madalena e, desse modo, as mulheres podiam ser líderes espirituais ("perfeitos") | Primeiro apareceu em Languedoc, uma região da França, no século XI e floresceu nos séculos XII e XIII. Também teve considerável presença no norte da Itália. | Depois de várias décadas de perseguição (Cruzada Albigense) e re-proselitismo, e talvez mais importante ainda, a destruição sistemática da sua escritura, a seita estava exausta e não conseguia encontrar mais adeptos. Os líderes cátaros revivem no sopé dos Pirenéus por Pierre e Jacques Autier, que foram executados em 1310. O Catarismo desapareceu das cidades do norte da Itália após a década de 1260, sob pressão da Inquisição. Em 1321, foi executado Guillaume Belibaste, o último líder cátaro do qual se tem registro. |
| Conciliarismo                         | Alega que o concílio (e leigos) está sempre acima dos normais (e extraordinária) magistério. | O movimento surgiu em resposta ao papado de Avinhão[carece de fontes?]— os papas de Roma foram removidos e submetidos a pressões dos reis da França - e o subsequente cisma que inspirou a convocação do Concílio de Pisa (1409), o Concílio de Constança (1414–1417) e do Concílio de Basileia (1431–1449). | O eventual vencedor do conflito foi a instituição do Papado, confirmada pela condenação do conciliarismo no Quinto Concílio de Latrão, (1512–1517). O gesto final, porém, a doutrina da Infalibilidade Papal, não foi promulgada até ao Primeiro Concílio do Vaticano de 1870. |
| Irmãos do Livre Espírito              | Mistura de crenças místicas com o cristianismo. Seus praticantes acreditavam que era possível alcançar a perfeição na terra através de uma vida de austeridade e espiritismo. Eles acreditaram que poderiam se comunicar diretamente com Deus, e não precisavam da igreja cristã para intercessão. | Pequenos grupos que vivem principalmente na Boêmia, depois na República Checa, durante os séculos XIV e XV. | |
| Iconoclastia                          | Contrário a veneração de ícones, pinturas e imagens, promovendo a destruição de qualquer tipo de arte religiosa. | Teve inicio no século VIII, mais precisamente em 730 no Império Bizantino. | Foi combatido em 787 quando da convocação do Segundo Concílio de Niceia pela Imperatriz Irene, viúva do Imperador Leão IV e confirmado em 843 em outro Concílio que reafirmou o dogma da veneração de ícones. |
| Fraticelli (Franciscanos Espirituais) | Extremos defensores das ideias de Francisco de Assis, especialmente no que diz respeito a pobreza, e consideravam a riqueza da Igreja como um escândalo, e que indivíduos clérigos como tendo viciado o seu estatuto. | Apareceram nos séculos XIV e XV, principalmente na península Itálica | Declarada herética pela Igreja em 1296 pelo papa Bonifácio VIII. |
| Henriquianos                          | De acordo com Pedro de Cluny, o ensino dessa heresia é resumida da seguinte forma: - Rejeição da autoridade doutrinal e disciplinar da Igreja; - Reconhecimento do Evangelho livremente interpretado como a única regra de fé; - A recusa a reconhecer qualquer forma de culto ou liturgia, e - Condenação - do batismo de crianças, - da Eucaristia - do sacrifício da missa, - da comunhão dos santos, e - das orações pelos mortos; | Henrique de Lausana viveu na França na primeira metade do século XII. Sua pregação começou por volta de 1116 e morreu preso em torno de 1148. | Em uma carta escrita no final de 1146, São Bernardo convida o povo de Toulouse para extirpar os últimos restos da heresia. Em 1151, entretanto, alguns henriquianos ainda permaneceram em Languedoc, Matthew Paris relata que uma jovem, que se se entregou milagrosamente inspirada pela Virgem Maria, tinha a reputação de ter convertido um grande número de discípulos de Henrique de Lausana. |
| Valdenses (ou Vaudois)                | Um movimento espiritual da Idade Média | Criado por Pedro Valdo, um rico comerciante que decidiu desistir de todas as suas posses e começou a pregar nas ruas das Lyon em 1177. | Os valdenses foram perseguidos como hereges antes do século XVI, e durou perto de sua aniquilação, no século XVII. Descendentes deste movimento ainda existem em várias regiões. Ao longo do tempo, a denominação se juntou aos genebrinos ou reformados do protestantismo. |

## Renascença
| Heresia        | Descrição | Origem | Outras |
| -------------- | --- | --- | --- |
| Heliocentrismo | Uma visão cosmológica de que o Sol é o centro do Sistema Solar e que a Terra gira em torno dele. Foi declarado em 1616 pela Inquisição romana como "falso e absurdo do ponto de vista filosófico e formalmente herético", por estar em contradição com a interpretação literal de certas passagens da Bíblia. Algumas publicações heliocêntricas foram colocadas no Index Librorum Prohibitorum. | Múltiplas, embora Nicolau Copérnico escreveu um texto fundamental onde expôs o modelo matemático do heliocentrismo. Galileo Galilei e Giordano Bruno são famosos por terem confrontos diretos com as autoridades católicas. No caso de Galileu, apesar das suas provas experimentais e teóricas não serem totalmente conclusivas, ele nunca abandonou as suas ideias e chegou mesmo a reinterpretar e usar várias passagens bíblicas para defender a veracidade do heliocentrismo. Em 1633, Galileu acabou por ser julgado pela Inquisição e sentenciado a prisão domiciliária. Foi proibido também de ensinar que o heliocentrismo era verdadeiro. | Em 1758, a Igreja Católica retirou as obras heliocêntricas do Index Librorum Prohibitorum, acabando por aceitar o heliocentrismo como verdade (e não uma mera hipótese) quando uma crescente e cada vez mais forte evidência científica era a favor de que a Terra girava em torno do Sol. Em setembro de 1822, o papa Pio VII autorizou a divulgação do heliocentrismo através do Colégio dos Cardeais. Em 1979, o papa João Paulo II lamentou os sofrimentos de Galileu causados por católicos e organismos eclesiásticos. E em 31 de outubro de 1992, o mesmo papa emitiu um pedido de desculpas em nome do Vaticano sobre o caso Galileu. |

## Reforma
| Heresia     | Descrição | Origem | Outras |
| ----------- | --- | --- | --- |
| Hussitas    | O programa do hussitas está contido nos quatro artigos de Praga, que foram acordados em julho de 1420. Estes são muitas vezes resumidos como: 1. A liberdade de pregar a Palavra de Deus. 2. Celebração da Ceia do Senhor, em ambos os tipos (pão e vinho para sacerdotes e leigos). 3. Sem poder secular para o clero. 4. Punição para os pecados mortais. | Fundado pelo reformador tcheco Jan Hus (c. 1369–1415), que foi um dos precursores da Reforma protestante.           | |
| Lollardismo | | | Os lollardistas foram efetivamente absorvidos dentro do protestantismo durante a Reforma Protestante, no qual desempenhou um papel importante.                        |
| Taboritas   | Uma das partidas mais radicais da Igreja Católica medieval. Eles rejeitaram o que consideraram uma igreja corrompida e insistiram sobre a normatividade da autoridade bíblica. Mesmo teólogos Taboritas eram versados em teologia escolástica, foram um dos primeiros intelectuais a romper com séculos de métodos escolásticos.                            | Seguidores radicais do reformador tcheco Jan Hus (c. 1369–1415), que foi um dos precursores da Reforma protestante. | O poder dos taboritas foi quebrado com a derrota de seu exército na Batalha de Lipany em 30 de maio de 1434. 13 000 dos 18 000 soldados de seu exército foram mortos. |

| Heresia         | Descrição | Origem | Outras |
| --------------- | --- | --- | --- |
| Protestantismo  | As Cinco Solas são cinco frases (ou palavras de ordem) em latim, que surgiram durante a Reforma Protestante e resumem a base das crenças teológicas dos reformadores em oposição ao ensino da Igreja Católica da época. - Solus Christus: somente Cristo. - Sola scriptura: somente as Escrituras. Apenas os ensinamentos encontrados na Bíblia protestante são vinculativos. - Sola fide: somente fé, rejeitando o valor das boas obras ou orações para a salvação. - Sola gratia: somente Graça. Iniciativa humana não tem parte na salvação. - Soli Deo gloria: somente Glória a Deus. Devoção a Maria e aos santos fortemente desencorajados. | Originado no século XVI, a Reforma Protestante, que é geralmente aceita por ter começado em 1517 com a Martinho Lutero com as 95 Teses como uma tentativa de Reforma da Igreja Católica. | Há "mais de 33 000 denominações em 238 países." Existem cerca de 800 milhões de protestantes no mundo inteiro, Além dos Cinco Solas, a maioria dos protestantes não crêem na transubstanciação, dando uma interpretação mais simbólica para a presença de Jesus no pão e no vinho da Eucaristia. Muitos protestantes também proíbem o uso de fotos e outras imagens no culto. |
| Hipercalvinismo | Uma forma extrema do calvinismo que nega que o convite do evangelho para arrepender-se e crer é universal. | | |

## Contrarreforma
| Heresia    | Descrição | Origem | Outras |
| ---------- | --- | --- | --- |
| Jansenismo | Um ramo do pensamento católico que surgiu no âmbito da Contrarreforma e no rescaldo do Concílio de Trento (1545–1563). Ele enfatizou pecado original, a depravação humana, a necessidade da graça divina e a predestinação. | Originário de um dos escritos do teólogo holandês Cornelius Otto Jansen, o jansenismo formou um movimento distinto dentro da Igreja Católica dos séculos XVI ao XVIII. | Apoiantes do jansenismo sofreram uma derrota decisiva, quando Inocêncio X emitiu a bula Cum occasione em 31 de maio de 1653. A bula condenou as cinco proposições seguintes: 1. Que existem alguns comandos de Deus, que só os homens não podem manter, não importa quão duro eles desejam e se esforçam; 2. Que é impossível para o homem caído resistir a graça soberana; 3. Que é possível para os seres humanos que não possuem livre arbítrio para mérito; 4. Que o Semipelagianos estavam corretos ao ensinar que a graça preveniente era necessária que todos os atos do interior, inclusive para fé, mas estavam errados ao ensinar que o homem caído é livre para aceitar ou resistir a graça preveniente, e 5. Que é semipelagianismo dizer que Jesus morreu por todos. |

## Restauracionismo
Restauracionismo, às vezes chamado primitivismo cristão, refere-se à crença na posse de diversos movimentos religiosos que o cristianismo primitivo ou original deverá ser restaurado, o que geralmente alega-se ser a fonte da restauração. Estes grupos ensinam que esta é necessária porque os católicos, cristãos ortodoxos e protestantes introduziram defeitos na fé e prática cristã, ou perderam um elemento essencial do cristianismo autêntico.
Especificamente, restauracionismo aplica-se ao Movimento de Restauração e vários outros movimentos que se originaram no leste dos Estados Unidos e Canadá, e cresceram rapidamente no início e meados do século XIX, na esteira do Segundo Grande Despertar. O termo restauração é também empregado pelo Movimento dos Santos dos Últimos Dias.
O termo também é utilizado por grupos mais recentes, descrevendo o objetivo de restabelecer o cristianismo na sua forma original, como alguns restauracionistas carismáticos antidenominacionais, que surgiram na década de 1970 no Reino Unido e em outros lugares.
Movimentos primitivistas anteriores, incluindo os hussitas, anabatistas,  e os puritanos têm sido descritos como exemplos de restauracionismo. A Reforma Radical foi uma resposta do século XVI em que se acreditava ser tanto a corrupção na Igreja Católica Romana e do movimento de expansão do Magistério Protestante liderado por Martinho Lutero e muitos outros. Começando na Suíça, da Reforma Radical nasceu muitos grupos anabatistas em toda a Europa.
| Heresias                                           | Descrição | Origem | Outras |
| -------------------------------------------------- | --- | --- | --- |
| Cristadelfianos                                    | Grupo religioso que advoga que Jesus irá governar a terra desde Jerusalém no futuro. Não acreditam que Satan seja um ser real. Acreditam que é apenas um simbolo da decadência humana ou do pecado. Não participam em guerras e não celebram festas pagãs. (costume muito semelhante a das Testemunhas de Jeová), embora os Cristadelfianos sejam mais antigos que as mesmas. | Foi registrado e criado por John Thomas com esse nome que significa em grego de Christou Adelphoi, "Irmãos de Cristo". O grupo é comum por pregar nas ruas. No Brasil tem alguns adeptos. | Muitas de suas crenças são singulares como a não crença na alma imortal, inferno, purgatório. Acreditam que Jesus nunca pré-existiu nos céus. Que ele era um homem comum que podia pecar, mas escolheu não pecar e que com isso ganhou uma posição elevada jundo de Deus. Não acreditam na Trindade. Não possuem um clero central que direciona suas atividades. Se reúnem em locais que chama de Eclésia. |
| Reforma radical/Anabatista                         | | | |
| Testemunhas de Jeová                               | Movimento religioso que, por meio de proselitismo constante, prega o fim do mundo atual e a destruição de todas as outras formas de religião. Pregam que haverá um reino (O Reino de Deus) que desde os céus, de maneira invisível desde o ano de 1914, vai governar a terra com apenas as Testemunhas de Jeová fiéis e alguns que não tiveram a oportunidade de ouvir e seguir a mensagem que eles entendem da Bíblia. São bastante conhecidos por ir de porta em porta divulgando suas crenças. Entendem a Bíblia de forma literal, exceto o que é explicitamente simbólico. São liderados por um grupo de homens chamados de Corpo Governante que ditam todas as crenças. Não se julgam inspirados pelo Espírito Santo; dizem ser direcionados por ele. E os membros não podem criticar as crenças que eles divulgam. | O grupo se iniciou por volta da década de 1870, nos EUA, com Charles Taze Russell e alguns associados. Tiveram grande influência pelo Segundo Adventismo. Em 1931, para evitar conflitos com outros grupos dissidentes deles dos quais ainda existem, mudaram o nome para o atual de Testemunhas de Jeová. O 2º presidente desse movimento, Joseph F. Rutherford foi o originador desse nome por se basear no texto de Isaías 43:10. Desde seu início tem o foco de divulgar que esse mundo está corrompido e que Deus vai eliminar os maus da terra e transforma-la em um paraíso terrestre. Muitas das crenças são semelhantes as dos cristadelfianos e alguns grupos adventistas. No passado divulgaram diversas vezes datas relacionadas com o fim do mundo que não se concretizaram. Atualmente não divulgam tais datas. | Usam apenas a Bíblia com 66 livros. Porém, eles possuem uma Bíblia particular chamada de Tradução do Novo Mundo das Escrituras Sagradas/Tradução do Novo Mundo da Bíblia Sagrada (edição de 2013). Essa tradução é muito criticada no meio teológico e acadêmico e por outros religiosos, por ser acusada de deturpações e adaptações às crenças singulares das Testemunhas de Jeová. Não se consideram protestantes, embora tenham características dos mesmos. Não creem no inferno, purgatório, imortalidade da alma, acreditam que Jesus quando na terra era apenas um homem perfeito. Não acreditam que Jesus morreu em uma cruz, mas em apenas uma estaca simples por usarem a palavra grega σταυρός (staurós) em sua versão da Bíblia por estaca de tortura. Embora a palavra originalmente signifique estaca, ela por si só não indica a forma dessa estaca ou se Jesus carregou patibulum em forma de estaca e foi pregado ou pendurado em outra que já havia no calvário. Não tem como saber. Curiosamente a versão grega dessa tradução da Bíblia, eliminou a palavra σταυρός (staurós) e substituiu por ξύλο (xýlon) Ver. Mat.27:32 na versão em Grego dessa Bíblia. que significa madeira. Embora essa palavra apareça na Bíblia se referindo a antiga prática de pendurar alguém considerado amaldiçoado em um madeiro, nos evangelhos a que aparece é staurós. |
| Millerismo                                         | Enfatizou ensinamentos apocalípticos antecipando o fim do mundo, e não olhou para a unidade da cristandade, mas ocupou-se na preparação para a volta de Cristo. Os milleritas procuraram restaurar um imediatismo profético e um biblicismo intransigente que acreditavam que outrora existia, mas durante muito tempo foi rejeitado pelas principais igrejas protestantes e católicas. | William Miller, que, em 1833, primeiramente compartilhou publicamente sua crença na Segunda vinda de Cristo em cerca de 1843.[carece de fontes?] | |
| Movimento dos Santos dos Últimos Dias / Mormonismo | Um grupo de denominações religiosas e adeptos que seguem pelo menos alguns dos ensinamentos e revelações de Joseph Smith, Jr., | Fundado por Joseph Smith, Jr. que, em 1827, começou a reunir seguidores religiosos depois de anunciar que um anjo havia lhe mostrado um conjunto de placas de ouro descrevendo a visita de Jesus para os povos indígenas das Américas. Em 1830, Smith publicou o que ele afirmou ser uma tradução dessas placas como o livro de Mórmon, e no mesmo ano, organizou a Igreja de Cristo (Santos dos Últimos Dias). | Depois da morte de Smith, em 1844, o movimento dividiu-se em vários grupos, a maior das quais, a Igreja de Jesus Cristo dos Santos dos Últimos Dias (SUD) migrado para o Território de Utah.[carece de fontes?] Outros grupos originários no seio do Movimento dos Santos dos Últimos Dias seguiram caminhos diferentes no Missouri, Illinois, Michigan, e Pensilvânia. O maior deles, a Comunidade de Cristo (originalmente conhecida como a Igreja Reorganização de Jesus Cristo dos Santos dos Últimos Dias), foi formada em Missouri, em 1860, por vários grupos unidos em torno do filho de Smith, Joseph Smith III. A maioria das denominações existentes hoje, que seguem os ensinamentos de Joseph Smith Jr., tem alguma relação histórica com o movimento.[carece de fontes?] |
| Sabbatarianismo                                    | | | |
| Igreja Adventista do Sétimo Dia                    | | Cresceu a partir do millerismo nos Estados Unidos durante meados do século XIX e foi criado formalmente em 1863. | |

## Outras heresias
| Heresia                  | Descrição | Origem | Outras |
| ------------------------ | --- | --- | --- |
| Americanismo             | Uma forma de populismo eclesial que proíbe bispos de falar publicamente sobre fé e moral. Endosso da separação da Igreja e Estado, do secularismo, do relativismo e do laicismo.                                                                                 | | |
| Modernismo               | Defende a evolução, modificação ou transformação dos dogmas da Igreja Católica, à luz do pensamento científico do século XIX. Defende também que Deus não pode ser reconhecido por critérios objetivos racionais, mas apenas pelo sentimento subjetivo do homem. | | |
| Israelismo britânico     | Defende que a povo inglês e em um menor grau, os povos brancos são os descendentes dos antigos israelitas. | | Forma a base do Movimento Identidade Cristã. |
| Feeneyismo               | A teologia da Igreja Católica que favorece uma interpretação estrita da doutrina extra Ecclesiam nulla salus ("fora da Igreja não há salvação"). | Associado com Leonard Feeney (1897-1978), um sacerdote jesuíta e fundador dos Escravos do Imaculado Coração de Maria. | |
| King James Only Movement | Um movimento fundamentalista protestante reivindicando a superioridade e / ou inspiração divina da King James Version da Bíblia. | A acusação de heresia só se aplica a doutrina do Ruckmanismo, bem como alega que a versão King James foi diretamente inspirada e preservada por Deus. Argumentos textuais em apoio da King James Version não são necessariamente considerados heréticos. | |
| Cristianismo positivo    | A terminologia adotada pelos líderes nazistas ao referir-se a um modelo de cristianismo coerente com o nazismo. | | Com a queda do regime nazista, em 1945, o cristianismo como um movimento positivo caiu no esquecimento. Ele continua a ser defendida por alguns grupos Identidade Cristã, mas foi rejeitada pelas principais igrejas cristãs. |
| Teonomia                 | Afirma que as sociedades devem ser regidas pela Palavra de Deus e pelas Leis Judiciais existentes no Antigo Testamento, criando uma espécie de Teocracia Cristã.                                                                                                 | Teve origem em meados do século XX nos Estados Unidos. | Prega que atos como a homossexualidade, adultério, feitiçaria, blasfêmia entre outros devem ser passíveis da pena de morte.                                                                                                   |
| Sionismo cristão         | Crença de que o "ajuntamento" dos judeus em Israel é uma condição prévia para a Segunda Vinda de Jesus. Essa crença é, sobretudo, embora não exclusivamente, associada com o dispensacionalismo cristão.                                                         | | A Declaração de Jerusalém do sionismo cristão (22 de agosto de 2006). rejeita o sionismo cristão, concluindo que é um ensino "falso que corrompe a mensagem bíblica de amor, justiça e reconciliação".                        |